# Plato (crater)

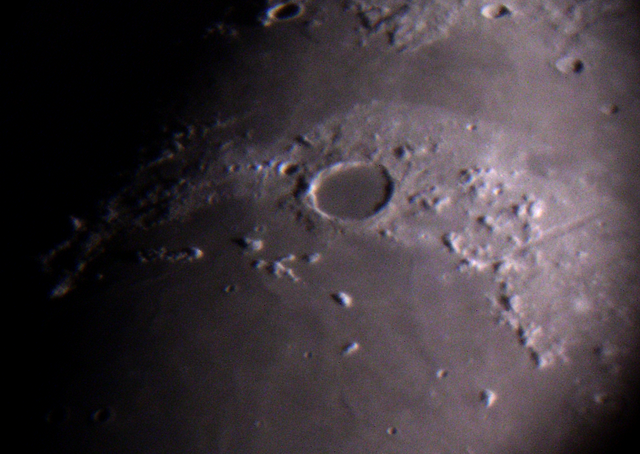
Vedere prin telescop a craterului Plato.

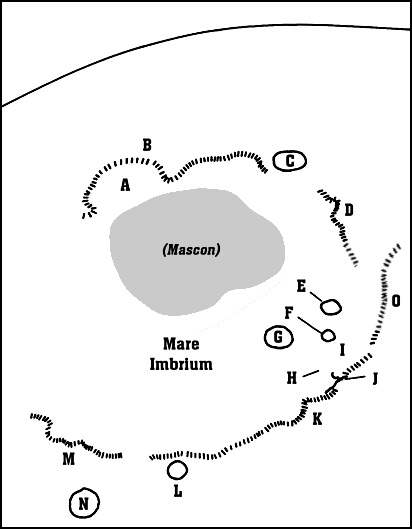
Craterul Plato este reprezentat prin litera „C”.

Plato este un crater de impact lunar situat pe fața vizibilă a Lunii. 

## Descriere
Se află la nord-est de Mare Imbrium și de Montes Teneriffe, la extremitatea orientală a lanțului Montes Jura și la extremitatea occidentală a lanțului Montes Alpes de unde pleacă crevasele lunare denumite Rimae Plato. La nord se întinde Mare Frigoris. Conturul circular posedă numeroase piscuri care dau umbre în interiorul craterului. Interiorul craterului are un albedo foarte întunecat, iar în secolul al XVII-lea, astronomul germano-polonez Johannes Hevelius supranumise acest crater Marele lac negru. Terenul interior al craterului apare neted fără nicio asperitate în urma vreunui impact. Craterul Plato este cunoscut ca un loc al unui fenomen lunar tranzitoriu (FLT) care constă în apariția unei lumini sau a unei schimbări a aspectului suprafeței sale lunare pentru o perioadă scurtă de timp. 

În 1824, astronomul Franz von Gruithuisen credea că a observat, în proximitatea craterului Plato, niște mici cratere care nu fuseseră văzute înainte. Se gândea că acestea erau datorate unui impact recent al unor meteoriți, dar interpretarea sa a fost repede eclipsată când s-a anunțat descoperirea  „unei adevărate cetăți lunare” la nord de craterul Schröter.

## Denumire
Ca multe dintre craterele de pe fața vizibilă a Lunii, craterul a fost denumit de astronomul Giovanni Riccioli (al cărui sistem de nomenclatură din 1651 a devenit standard), în onoarea filosofului antic grec Platon (cca. 427 î.Hr. — cca. 347 î.Hr.)
În 1935, Uniunea Astronomică Internațională a dat, în mod oficial, numele lui Platon acestui crater lunar.

## Cratere satelite

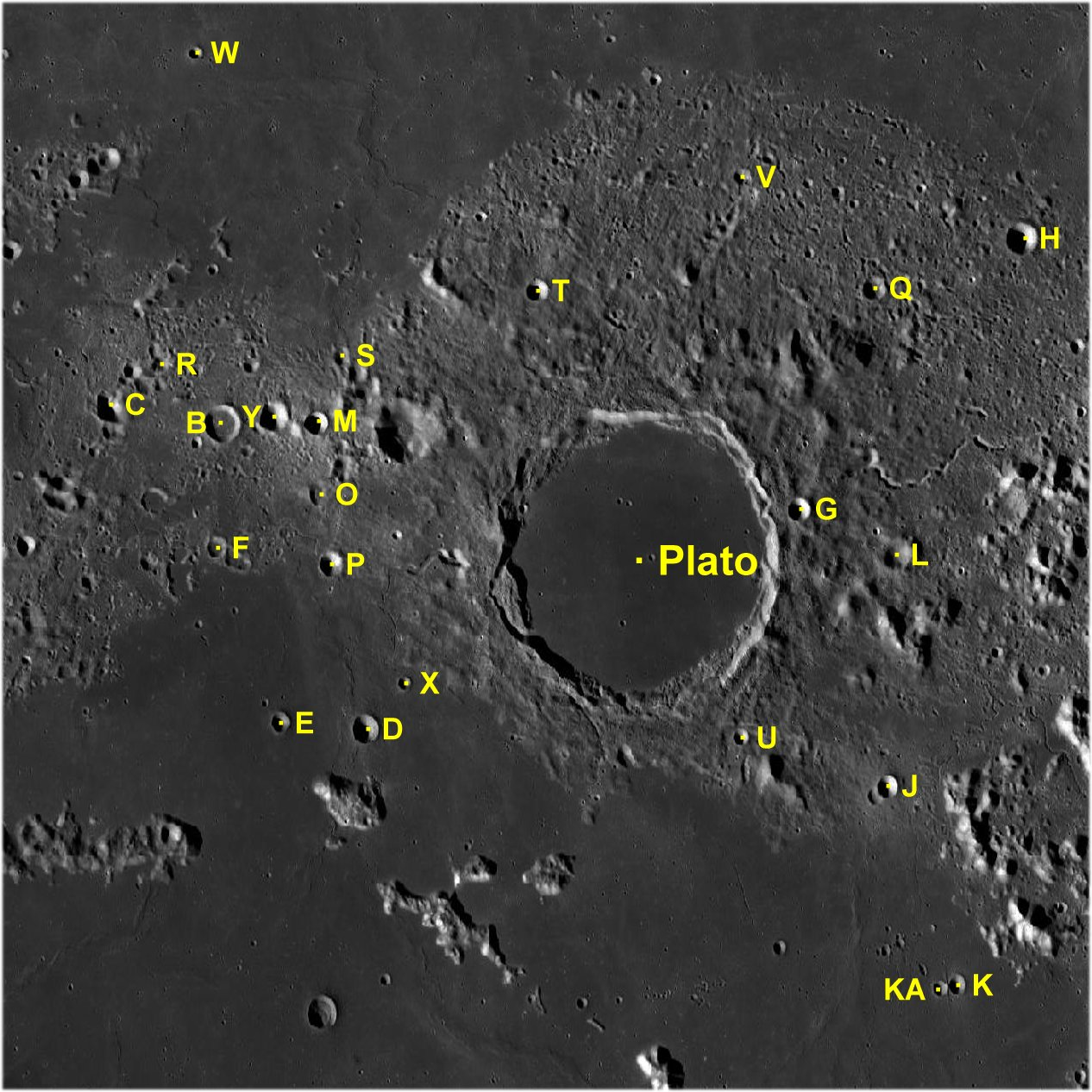
Craterul Plato și craterele sale satelite

Craterele zis satelite sunt niște mici cratere situate în proximitatea craterului principal; au același nume, însă sunt însoțite de câte o literă majusculă complementară (chiar dacă formarea acestor mici cratere este independentă de formarea craterului principal). Prin convenție aceste caracteristici sunt indicate pe hărțile lunare plasându-le pe punctul cel mai apropiat de craterul principal. 
Lista craterelor satelite ale lui Platon: 
| Plato | Latitudine | Longitudine | Diametru |
| ----- | ---------- | ----------- | -------- |
| B     | 53.0° N    | 17.2° W     | 13 km    |
| C     | 53.2° N    | 19.4° W     | 10 km    |
| D     | 49.6° N    | 14.5° W     | 10 km    |
| E     | 49.7° N    | 16.2° W     | 7 km     |
| F     | 51.7° N    | 17.4° W     | 7 km     |
| G     | 52.1° N    | 6.3° W      | 8 km     |
| H     | 55.1° N    | 2.0° W      | 11 km    |
| J     | 49.0° N    | 4.6° W      | 8 km     |
| K     | 46.8° N    | 3.3° W      | 6 km     |
| KA    | 46.8° N    | 3.6° W      | 6 km     |
| L     | 51.6° N    | 4.3° W      | 10 km    |
| M     | 53.1° N    | 15.4° W     | 8 km     |
| O     | 52.3° N    | 15.4° W     | 9 km     |
| P     | 51.5° N    | 15.2° W     | 8 km     |
| Q     | 54.5° N    | 4.8° W      | 8 km     |
| R     | 53.8° N    | 18.3° W     | 6 km     |
| S     | 53.8° N    | 14.9° W     | 6 km     |
| T     | 54.5° N    | 11.2° W     | 8 km     |
| U     | 49.6° N    | 7.4° W      | 6 km     |
| V     | 55.8° N    | 7.4° W      | 6 km     |
| W     | 57.2° N    | 17.8° W     | 4 km     |
| X     | 50.1° N    | 13.8° W     | 5 km     |
| Y     | 53.1° N    | 16.3° W     | 10 km    |

Craterul satelit „Plato A”  a fost redenumit de către Uniunea Astronomică Internațională: Bliss.